# Julanne Johnston
Julanne Johnston (1 de mayo de 1900 - 26 de diciembre de 1988) fue una actriz estadounidense del cine mudo. 
Nacida en Indianápolis, Indiana, Johnston es conocida por encontrarse en el yate The Oneida de William Randolph Hearst el fin de semana de noviembre de 1924 en que el director y productor Thomas Harper Ince falleció en circunstancias misteriosas.
Fue la compañera de reparto de Douglas Fairbanks y de Anna May Wong en la película de 1924 The Thief of Bagdad (en español El ladrón de Bagdad).
Falleció en Grosse Pointe, Míchigan, a los 88 años de edad.

## Filmografía seleccionada
- Madam Satan (1930)
- The Show of Shows (1929)
- The Big Parade (en español El gran desfile, 1925)
- The Thief of Bagdad (en español El ladrón de Bagdad, 1924)
- Better Times (1919)